# Grand Prix de Wallonie 2021
Il Grand Prix de Wallonie 2021, sessantunesima edizione della corsa, valevole come trentatreesima prova dell'UCI ProSeries 2021 categoria 1.Pro, si svolse il 15 settembre 2021 su un percorso di 208,1 km, con partenza da Aywaille e arrivo alla Cittadella di Namur, in Belgio. La vittoria fu appannaggio del francese Christophe Laporte, che completò il percorso in 5h05'51" alla media di 41,627 km/h, precedendo il connazionale Warren Barguil e il belga Tosh Van Der Sande.
Sul traguardo della Cittadella di Namur 91 i ciclisti, su 135 partiti da Aywaille, portarono a termine la competizione.

## Squadre e corridori partecipanti
| N.    | Cod. | Squadra                  |
| ----- | ---- | ------------------------ |
| 1-7   | ISN  | Israel Start-Up Nation   |
| 11-17 | ACT  | AG2R Citroën Team        |
| 21-27 | BOH  | Bora-Hansgrohe           |
| 31-37 | COF  | Cofidis                  |
| 41-47 | EFN  | EF Education-Nippo       |
| 51-57 | IWG  | Intermarché-Wanty-Gobert |
| 61-67 | LTS  | Lotto Soudal             |
| 71-77 | DSM  | Team DSM                 |
| 81-87 | TQA  | Team Qhubeka NextHash    |
| 91-97 | AFC  | Alpecin-Fenix            |

| N.      | Cod. | Squadra                         |
| ------- | ---- | ------------------------------- |
| 101-107 | BBK  | B&B Hotels                      |
| 111-117 | BWB  | Bingoal Pauwels Sauces WB       |
| 121-127 | SVB  | Sport Vlaanderen-Baloise        |
| 131-137 | ARK  | Team Arkéa-Samsic               |
| 141-147 | TEN  | TotalEnergies                   |
| 151-157 | UXT  | Uno-X Pro Cycling Team          |
| 161-167 | HBA  | Hagens Berman Axeon             |
| 171-177 | RIW  | Riwal Cycling Team              |
| 181-187 | TIS  | Tarteletto-Isorex               |
| 191-197 | XRL  | Xelliss-Roubaix Lille Métropole |

## Ordine d'arrivo (Top 10)
| Pos. | Corridore          | Squadra | Tempo    |
| ---- | ------------------ | ------- | -------- |
| 1    | Christophe Laporte | Cofidis | 5h05'51" |
| 2    | Warren Barguil     | Arkéa   | s.t.     |
| 3    | Tosh Van Der Sande | Lotto   | s.t.     |
| 4    | Dorian Godon       | AG2R    | s.t.     |
| 5    | Gianni Vermeersch  | Alpecin | s.t.     |
| 6    | Rasmus Tiller      | Uno-X   | s.t.     |
| 7    | Patrick Konrad     | Bora    | s.t.     |
| 8    | Tom Van Asbroeck   | Israel  | s.t.     |
| 9    | Tiesj Benoot       | DSM     | s.t.     |
| 10   | Dimitri Claeys     | Qhubeka | s.t.     |